# Peter Sasdy
Peter Sasdy (Budapest, 27 maggio 1935) è un regista ungherese naturalizzato britannico.

## Biografia
Abbandonato il paese natale dopo la rivoluzione ungherese del 1956, fra il 1959 e il 1993 dirige più di cento fra film ed episodi di fiction televisive, in particolare per la Hammer Film Productions, di cui era considerato uno dei registi di punta. Nel 1984 vince un Razzie Award al peggior regista per il film Il prezzo del successo.

## Filmografia parziale

### Cinema
- Una messa per Dracula (Taste the Blood of Dracula) (1970)
- Gli artigli dello squartatore (Hands of the Ripper) (1971)
- La morte va a braccetto con le vergini (Countess Dracula) (1971)
- Il cervello dei morti viventi (Nothing But the Night) (1972)
- Doomwatch - I mostri del 2001 (Doomwatch) (1972)
- Sharon's Baby (I Don't Want to Be Born) (1975)
- Welcome to Blood City (1977)
- The Lonely Lady (1983)

### Televisione
- Emergency-Ward 10 – serie TV, 30 episodi (1959-1960)
- Probation Officer – serie TV, 7 episodi (1960-1961)
- Artù re dei Britanni (Arthur of the Britons) - serie TV, episodi 1x01-2x09 (1972-1973)
- I misteri di Orson Welles (Great Mysteries) – serie TV, 7 episodi (1973-1974)
- Il ritorno di Simon Templar (Return of the Saint) – serie TV, 5 episodi (1978-1979)
- Sherlock Holmes e il dottor Watson (Sherlock Holmes and Doctor Watson) – serie TV, episodio 1x07 (1979)
- Racconti del brivido (Hammer House of Horror) – serie TV, episodi 1x02-1x03-1x11 (1980)
- L'ora del mistero (Hammer House of Mystery and Suspense) – serie TV, episodi 1x02-1x05-1x08 (1984)
- The Secret Diary of Adrian Mole Aged 13¾ – serie TV, 6 episodi (1985)
- The Growing Pains of Adrian Mole – serie TV, 6 episodi (1987)
- Omnibus – serie TV, episodi 31x02-31x04 (1993)